# Cosmosoma rubrigutta
Cosmosoma rubrigutta là một loài bướm đêm thuộc phân họ Arctiinae, họ Erebidae.